# Bracken Kearns
Pour les articles homonymes, voir Kearns.
Bracken Kearns (né le 12 mai 1981 à Vancouver dans la province de la Colombie-Britannique au Canada) est un joueur professionnel canadien, maintenant retraité, de hockey sur glace. Il évoluait au poste d'attaquant. Il est le fils du joueur Dennis Kearns.

## Biographie
Kearns poursuit un cursus universitaire à l'Université de Calgary et évolue avec les Dinos dans le Sport interuniversitaire canadien de 2001 à 2005. 
Il passe professionnel avec le Storm de Toledo dans l'ECHL. Puis découvre la Ligue américaine de hockey avec les Barons de Cleveland. Le 20 octobre 2011, il joue son premier match dans la Ligue nationale de hockey avec les Panthers de la Floride. Ildispute 428 matchs dans les ligues mineures avant ce jour. Le 29 décembre 2013, il marque son premier but dans la LNH avec les Sharks de San José face à Frederik Andersen et les Ducks d'Anaheim. À trente-deux ans et 231 jours, il devient le plus ancien joueur des Sharks à marquer son premier but dans la ligue.
Le 2 juillet 2015, il signe un contrat d'une saison de 600 000 $ avec les Islanders de New York.
Le 1er juillet 2017, il signe un contrat d'une saison de 650 000$ avec les Devils du New Jersey.
En tant qu'agent libre, Kearns quitte l'Amérique du Nord durant la saison morte et signe un contrat d'un an avec le club autrichien EHC Linz de l'EBEL, le 23 juillet 2018.
Le 26 août 2019, il annonce sa retraite du hockey professionnel.

## Trophées et honneurs personnels

### Ligue américaine de hockey
- 2012-2013 : participe au match des étoiles.
- 2017-2018 : remporte le trophée Fred-T.-Hunt du joueur de la LAH ayant montré le meilleur esprit sportif.

## Statistiques
| Saison     | Équipe                     | Ligue      |    | Saison régulière | Saison régulière | Saison régulière | Saison régulière | Saison régulière |   | Séries éliminatoires | Séries éliminatoires | Séries éliminatoires | Séries éliminatoires | Séries éliminatoires |
| Saison     | Équipe                     | Ligue      | PJ | B                | A                | Pts              | Pun              | PJ               | B | A                    | Pts                  | Pun                  |                      |                      |
| 2001-2002  | Université de Calgary      | ASUOC      | 26 | 0                | 8                | 8                | 2                | -                | - | -                    | -                    | -                    |                      |                      |
| 2002-2003  | Université de Calgary      | ASUOC      | 29 | 8                | 9                | 17               | 14               | -                | - | -                    | -                    | -                    |                      |                      |
| 2003-2004  | Université de Calgary      | ASUOC      | 38 | 11               | 12               | 23               | 22               | -                | - | -                    | -                    | -                    |                      |                      |
| 2004-2005  | Université de Calgary      | ASUOC      | 43 | 12               | 23               | 35               | 18               | -                | - | -                    | -                    | -                    |                      |                      |
| 2005-2006  | Storm de Toledo            | ECHL       | 71 | 33               | 36               | 69               | 66               | 13               | 7 | 6                    | 13                   | 6                    |                      |                      |
| 2005-2006  | Barons de Cleveland        | LAH        | 1  | 0                | 1                | 1                | 0                | -                | - | -                    | -                    | -                    |                      |                      |
| 2006-2007  | Admirals de Milwaukee      | LAH        | 79 | 11               | 15               | 26               | 59               | 4                | 0 | 0                    | 0                    | 8                    |                      |                      |
| 2007-2008  | Royals de Reading          | ECHL       | 17 | 5                | 13               | 18               | 17               | -                | - | -                    | -                    | -                    |                      |                      |
| 2007-2008  | Admirals de Norfolk        | LAH        | 53 | 9                | 16               | 25               | 40               | -                | - | -                    | -                    | -                    |                      |                      |
| 2008-2009  | Admirals de Norfolk        | LAH        | 53 | 12               | 10               | 22               | 63               | -                | - | -                    | -                    | -                    |                      |                      |
| 2009-2010  | IceHogs de Rockford        | LAH        | 80 | 15               | 36               | 51               | 99               | 4                | 0 | 2                    | 2                    | 2                    |                      |                      |
| 2010-2011  | Rampage de San Antonio     | LAH        | 72 | 20               | 23               | 43               | 104              | -                | - | -                    | -                    | -                    |                      |                      |
| 2011-2012  | Rampage de San Antonio     | LAH        | 69 | 22               | 30               | 52               | 58               | 10               | 2 | 5                    | 7                    | 4                    |                      |                      |
| 2011-2012  | Panthers de la Floride     | LNH        | 5  | 0                | 0                | 0                | 10               | -                | - | -                    | -                    | -                    |                      |                      |
| 2012-2013  | Sharks de Worcester        | LAH        | 66 | 21               | 25               | 46               | 73               | -                | - | -                    | -                    | -                    |                      |                      |
| 2012-2013  | Sharks de San José         | LNH        | 1  | 0                | 0                | 0                | 0                | 7                | 0 | 0                    | 0                    | 2                    |                      |                      |
| 2013-2014  | Sharks de Worcester        | LAH        | 45 | 6                | 19               | 25               | 72               | -                | - | -                    | -                    | -                    |                      |                      |
| 2013-2014  | Sharks de San José         | LNH        | 25 | 3                | 2                | 5                | 6                | -                | - | -                    | -                    | -                    |                      |                      |
| 2014-2015  | Blues Espoo                | Liiga      | 45 | 10               | 10               | 20               | 38               | 4                | 0 | 0                    | 0                    | 0                    |                      |                      |
| 2015-2016  | Sound Tigers de Bridgeport | LAH        | 73 | 23               | 30               | 53               | 76               | 3                | 0 | 2                    | 2                    | 2                    |                      |                      |
| 2015-2016  | Islanders de New York      | LNH        | 2  | 0                | 1                | 1                | 4                | -                | - | -                    | -                    | -                    |                      |                      |
| 2016-2017  | Sound Tigers de Bridgeport | LAH        | 74 | 23               | 28               | 51               | 43               | -                | - | -                    | -                    | -                    |                      |                      |
| 2016-2017  | Islanders de New York      | LNH        | 2  | 0                | 0                | 0                | 2                | -                | - | -                    | -                    | -                    |                      |                      |
| 2017-2018  | Devils de Binghamton       | LAH        | 67 | 14               | 29               | 43               | 32               | -                | - | -                    | -                    | -                    |                      |                      |
| 2018-2019  | EHC Linz                   | EBEL       | 45 | 9                | 14               | 23               | 29               | 6                | 0 | 0                    | 0                    | 4                    |                      |                      |
| Totaux LNH | Totaux LNH                 | Totaux LNH | 35 | 3                | 3                | 6                | 22               | 7                | 0 | 0                    | 0                    | 2                    |                      |                      |